# جودي شيكاغو
جودي شيكاغو (بالإنجليزية: Judith Sylvia Cohen)‏ (الاسم عند الولادة: جوديث سيلفيا كوهين) (وُلدت في 20 يوليو من عام 1939)، وهي فنانة نسوية أمريكية، بالإضافة إلى كونها معلمة للفنون وكاتبة معروفة بأعمالها التنصيبية التضافرية حول صور الولادة والخلق، التي تنظر في دور المرأة في التاريخ والثقافة. أطلقت شيكاغو أول برنامج للفن النسائي في الولايات المتحدة خلال سبعينيات القرن الماضي، إذ اتخذ هذا البرنامج من جامعة ولاية كاليفورنيا في فريسنو (كلية ولاية فريسنو سابقًا) مقرًا له، ولعب دور الوسيط فيما يخص الفن النسوي وتعليم الفن. يثبت ورود اسم شيكاغو في مئات المنشورات في مناطق مختلفة حول العالم تأثيرها في المجتمع الفني. بالإضافة إلى ذلك، نُشر العديد من كتبها في بلدان أخرى، ما جعل من أعمالها أقرب منالًا للقراء الدوليين. تنطوي أعمال شيكاغو على مجموعة متنوعة من المهارات الفنية، مثل أشغال الإبرة من جهة، والمهارات التي تتطلب جهدًا كبيرًا مثل اللحام والتقانة النارية من جهة أخرى. يُعتبر حفلة العشاء أكثر أعمال شيكاغو شهرةً، وهو معروض بشكل دائم في مركز إليزابيث إيه. ساكلر للفن النسوي في متحف بروكلين. يحتفي حفلة العشاء بإنجازات النساء عبر التاريخ، ويعتبره الكثيرون أول عمل فني نسوي ملحمي. تشمل مشاريع شيكاغو الفنية البارزة الأخرى كل من لحاف الشرف الدولي، ومشروع الولادة، ولعبة السلطة، ومشروع الهولوكوست.

## مسيرتها الفنية

### الحركة الفنية النسائية وسبعينيات القرن العشرين
قررت شيكاغو البدء في مهنة التدريس بدوام كامل في كلية ولاية فريسنو في عام 1970، آملةً أن تعلم النساء المهارات اللازمة للتعبير عن المنظور الأنثوي في أعمالهن. خططت شيكاغو لافتتاح فصل مخصص للنساء فقط في فريسنو، وقررت أن تكمل مسيرتها في التدريس خارج الحرم الجامعي للهروب من «حضور الرجال وتوقعاتهم». درّست شيكاغو أول فصل فني نسائي في خريف عام 1970 في كلية ولاية فريسنو. تحول فصلها هذا إلى برنامج الفن النسائي، الذي كان برنامجًا كاملًا مقسمًا إلى 15 قسم، وذلك في ربيع عام 1971. اعتُبر برنامج شيكاغو هذا أول برنامج فني نسائي في الولايات المتحدة. درّست شيكاغو خمسة عشر طالبةً في كلية ولاية فرينسو، بما في ذلك دوري أتلانتس، وسوزان بود، وجيل إسكولا، وفانالين غرين، وسوزان ليسي، وكاي لانغ، وكارين لوكوك، وجان ليستر، وكريس راش، وجودي شيفر، وهنريتا سباركمان، وفيث وايلدنغ، وشوني ولينمان، ونانسي يودلمان، وشيريل زوريلنجين. استأجرت نساء برنامج الفن النسوي ورمّمن استديو خارج الحرم الجامعي في جادة مابل- 1275 في وسط مدينة فريسنو. استخدمت هذه النساء الاستديو في الأعمال الفنية التضافرية، ونظمن مجموعات للقراءة، وعقدن مجموعات لنقاش تجارب حياتهن التي أثرت لاحقًا على أعمالهن الفنية. ساهمت شيكاغو وكل طالبة من طلابها بدفع مبلغ 25 دولارًا أمريكيًا شهريًا لاستئجار هذا الاستديو ودفع ثمن المواد. أعادت جودي شيكاغو لاحقًا تأسيس برنامج الفن النسوي في معهد كاليفورنيا للفنون بالتعاون مع ميريام شابيرو. غادرت شيكاغو إلى معهد كاليفورنيا للفنون، وأصبحت ريتا يوكوي مسؤولةً عن الفصل الدراسي في كلية ولاية فريسنو بين عامي 1971 و1973، ثم تولت جويس إيكن هذا المنصب في عام 1973 واستمرت حتى تقاعدها في عام 1992.
تُعتبر شيكاغو واحدةً من «الفنانات النسويات من الجيل الأول»، إذ تضم هذه المجموعة من الفنانات كل من ماري بيث إيدليون وكارولي شنيمان وريتشل روزنتال. كانت هذه النساء جزءًا من الحركة الفنية النسوية في كل من أوروبا والولايات المتحدة خلال أوائل سبعينيات القرن الماضي، وهي حركة سعت إلى تطوير الكتابة والفن النسويين.

## وصلات خارجية
- جودي شيكاغو على موقع IMDb (الإنجليزية)
- جودي شيكاغو على موقع الموسوعة البريطانية (الإنجليزية)
- جودي شيكاغو على موقع إن إن دي بي (الإنجليزية)
- الموقع الرسمي
- Judy Chicago نسخة محفوظة 2 يوليو 2013 على موقع واي باك مشين. on Through the Flower
- Judy Chicago Art Education Collection at Pennsylvania State
- Papers, 1947-2004 (inclusive), 1957-2004 (bulk). Schlesinger Library, Radcliffe Institute, Harvard University.
- International Honor Quilt Collection نسخة محفوظة 6 نوفمبر 2021 على موقع واي باك مشين., University of Louisville, Louisville, Kentucky.